# کاترین (کلرادو)
کاترین (به انگلیسی: Catherine) یک منطقهٔ مسکونی در ایالات متحده آمریکا است که در کلرادو واقع شده‌است. کاترین ۲٫۲۵ کیلومتر مربع مساحت و ۲۲۸ نفر جمعیت دارد و ۱٬۹۳۲٫۴۶ متر بالاتر از سطح دریا واقع شده‌است.